# Christiana Ellina
Christiana Ellina (griechisch Χριστιάνα Έλληνα; * 18. Dezember 2004) ist eine zyprische Leichtathletin, die sich auf den Speerwurf spezialisiert hat.

## Sportliche Laufbahn
Erste internationale Erfahrungen sammelte Christiana Ellina im Jahr 2023, als sie bei der 2. Liga der Team-Europameisterschaft im Rahmen der Europaspiele in Chorzów mit 40,51 m auf den 15. Platz gelangte. Anschließend schied sie bei den U20-Europameisterschaften in Jerusalem mit 46,07 m in der Qualifikationsrunde aus. 2025 wurde sie bei der 2. Liga der Team-Europameisterschaft in Maribor mit 51,49 m Neunte und anschließend verpasste sie bei den U23-Europameisterschaften in Bergen mit 47,92 m den Finaleinzug. Kurz darauf verpasste sie bei den World University Games in Bochum 47,43 m den Finaleinzug.
In den Jahren von 2019 bis 2025 wurde Ellina zyprische Meisterin im Speerwurf.